# Argyrotaenia brimuncus
Argyrotaenia brimuncus —  метелик з родини листовійки, один з більш як 140 видів роду Argyrotaenia. Був знайдений в Коста-Риці, у Національному парку Брауліо Карилло.